# Dumas (Missisipi)
Dumas – miasto w Stanach Zjednoczonych, w stanie Missisipi, w hrabstwie Tippah.